# Wyoming Highway 10
Der Wyoming Highway 10 (kurz: WYO 10) ist eine 14,68 km lange State Route im US-Bundesstaat Wyoming, die in Nord-Süd-Richtung im Albany County verläuft. Die Straße ist auch als Jelm Mountain Road bekannt.

## Streckenverlauf
Der Wyoming Highway 10 beginnt an der Grenze zum US-Bundesstaat Colorado und verläuft nach Norden durch die östlichen Ausläufer der Medicine Bow Mountains. Südlich der Grenze verläuft die Straße weiter als Larimer County Road 103. Der WYO 10 bedient die Jelm Mountain Road zum Wyoming Infrared Observatory und trifft in Woods Landing-Jelm nach Überqueren des Laramie Rivers auf den Wyoming Highway 230. Die gesamte Route befindet sich im Albany County.

## Belege
1. ↑  Alex: Wyoming State Route Log: 1 through 99. Abgerufen am 17. September 2021 (amerikanisches Englisch).